# Charles Thomson Rees Wilson
Charles Thomson Rees Wilson (14. února 1869 – 15. listopadu 1959) byl skotský fyzik. V roce 1927 získal Nobelovu cenu za vypracování metody zviditelnění drah elektricky nabitých částic pomocí kondenzovaných par (tzv. Wilsonova mlžná komora).

## Život a dílo
Na univerzitě v Manchesteru vystudoval zoologii, botaniku a geologii, na univerzitě v Cambridgi pak fyziku a chemii. Pracoval v Cavendishově laboratoři i v observatoři pro výzkum Slunce. Roku 1925 se stal profesorem fyziky na univerzitě v Cambridgi.
Od roku 1895 se věnoval studiu atmosférické elektřiny. Po objevu radioaktivity se zabýval radioaktivitou deště a sněhu, což jej dovedlo k výzkumu kondenzace par. Jeho následný objev mlžné komory v roce 1912 znamenal průlom do pozorovacích technik elementárních částic, takže stopy drah těchto částic šlo zviditelnit a vyfotografovat. Na jeho počest se toto zařízení jmenuje Wilsonova mlžná komora.
Komora pomáhá registrovat a pozorovat stopy drah ionizovaných částic a jejich analýzou stanovit hmotnost, elektrický náboj a energii částic. V komoře je udržována vrstva nasycených par kapaliny, zpravidla etanolu nebo propyletanolu. Její princip spočívá v tom, že ionizující částice vytvářejí při svém pohybu plynným prostředím komory ionty, které se stávají kondenzačními jádry přesycených par a tím se zviditelní. Pozorovatel vidí v místě průletu částice bílou mlžnou stopu. Později Donald Glaser vytvořil další úpravu této komory, tzv. bublinkovou komoru, ve které se stopy částic zobrazují pomocí bublinek v kapalině.
Vzal si Jessie Fraserovou v roce 1908 a měli spolu 4 děti. Zemřel poblíž Edinburghu v kruhu rodinném.